# 比爾·英格利希
西蒙·威廉·“比爾”·英格利希爵士（英語：Sir Simon William "Bill" English，1961年12月30日—），新西兰国家党籍政治家、前总理（2016-2017），1961年12月生于拉姆斯登，毕业于奥塔哥大学。曾两度出任新西兰国家党领袖及国会反对党领袖，2016年12月接替辞职的前任约翰·基接任新西兰总理，至2017年10月国家党下野后辞职。

## 簡介
1961年12月30日，英格利希在拉姆斯登的拉姆斯登婦產科中心，他父母為馬溫和諾拉的十二位孩子之中的第十一位孩子，他的雙親從他的叔叔文森特之中購置一個位於新西蘭的鄉鎮中一個專門負責培養綿羊的一個小農場。
英格利希年少時，就讀於聖提馬斯書院。
過去亦曾擔任副總理，以及財政部、衛生部、財經委員會、稅務部、公共工程委員會、國民住宅會委員會、退修委員會、醫療投資委員會、及監管改革委員會等部會首長。
2016年12月5日，約翰·基提出辭職，英格利希並於黨魁選舉勝出，再次擔任國家黨黨魁及出任總理。
在出任總理不足一年後，雖然他領導國家黨在2017年大選中取得最多選票及議席，但原先執政盟友失去議席，使他須與紐西蘭第一黨商討籌組政府。惟因後者最終決定改與工黨籌組聯合政府，他遂下野，再度成為反對黨領袖。
英格利希於2018年2月因個人原因辭任黨魁，繼而在3月辭去國會議席，其時他為國會之父（連續擔任議員時間最長者）。